# Melody (1971)
Melody, também conhecido como S.W.A.L.K. ou Sealed With A Loving Kiss (bra: Melody: Quando Brota o Amor), é um filme de 1971, produzido no Reino Unido, sobre um “amor juvenil”. Inicialmente frustrou as expectativas nas bilheterias dos EUA e Reino Unido, mas fez sucesso no Japão e países latino-americanos, tais como Argentina, Brasil e Chile.

## Sinopse
Um amigo do homem problemático está apaixonado por uma mulher e anuncia seu casamento no presente, em vez do futuro. Nem os pais nem os professores, nem o problemático aprovam a ideia porque a mulher está distante do amigo. Posteriormente o problemático e os colegas de classe ajudam o casal, que se reúne para casar em um lugar distante, mas os pais perseguem e tentam impedi-lo.

## Elenco
- Tracy Hyde como Melody Perkins
- Mark Lester como Daniel Latimer
- Jack Wild como Ornshaw
- Sheila Steafel como Sra. Latimer, mãe de Daniel
- Keith Barron como Sr. Latimer
- Roy Kinnear como Sr. Perkins, pai de Melody
- Hilda Barry como Avó Perkins
- Peter Walton como Fensham
- Kay Skinner como Peggy
- William Vanderpuye como O'Leary
- Camille Davies como Muriel
- Craig Marriott como Dadds
- Billy Franks como Burgess
- Tim Wylton como Sr. Fellows
- June Jago como Srta. Fairfax
- Neil Hallett
- Ken Jones como Sr. Dicks
- Lesley Roach como Rhoda
- Colin Barrie como Chambers
- June C. Ellis como Srta. Dimkins
- James Cossins como Headmaster
- Kate Williams como Sra. Perkins, mãe de Melody
- Dawn Hope como Maureen
- John Gorman como Capitão da Brigada de Garotos
- Robin Hunter como George
- Stephen Mallett
- Ashley Knight como Stacey
- Leonard Brockwell